# Bisdom Añatuya

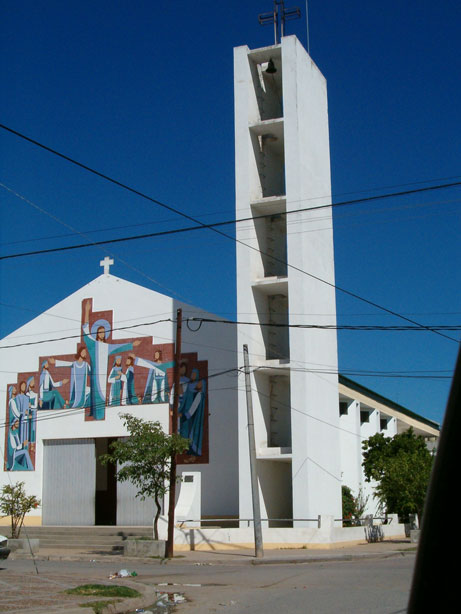
De kathedraal van Añatuya

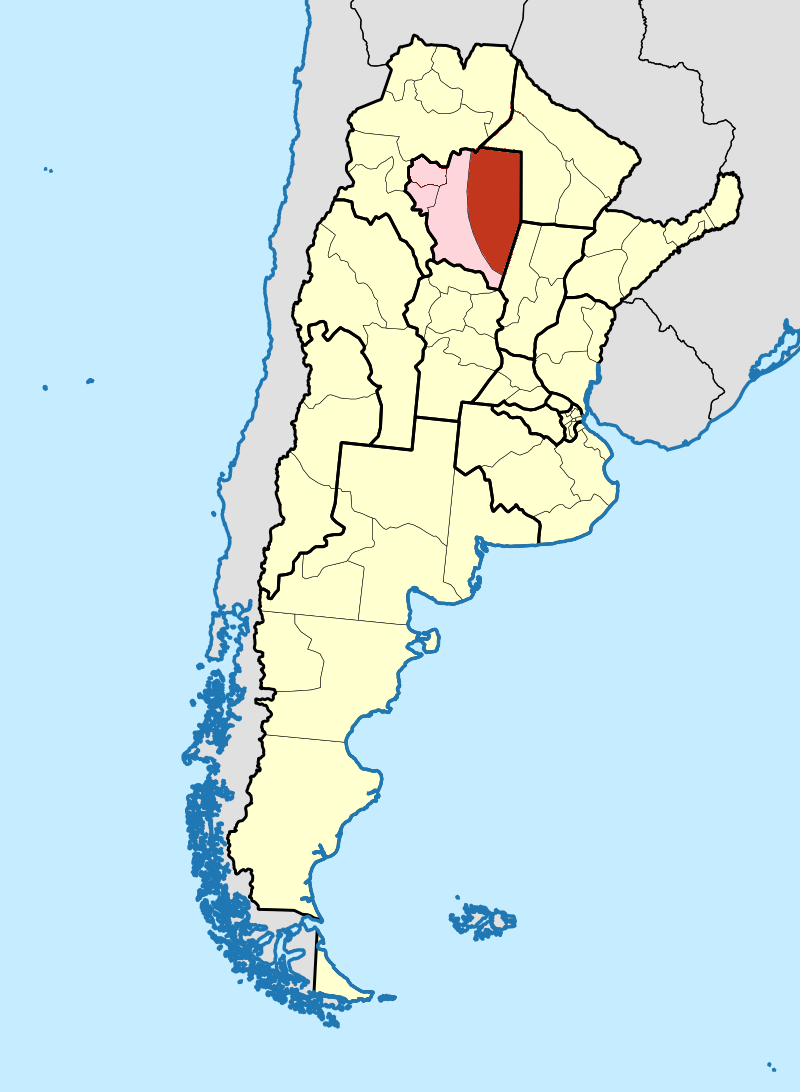
Het bisdom (rood) binnen de kerkprovincie Tucumán (roze)

Het Argentijnse bisdom Añatuya (Latijn: Diocesis Anatuyanensis) werd op 10 april 1961 opgericht met de bul In Argentina door paus Johannes XXIII. Het gebied werd losgemaakt uit het bisdom Santiago del Estero. Añatuya is suffragaan aan het aartsbisdom Tucumán. De bisschopszetel van Añatuya staat in de kathedraal van Añatuya in de provincie Santiago del Estero. Het bisdom Añatuya omvat de gelovigen in een aantal departementen van de provincie Santiago del Estero. Bisdom Añatuya telde in 2020 circa 166.000 katholieken (ca. 79,4% van de hele bevolking). Het aantal priesters nam van 17 in 1970 toe tot 34 in 2020. In 1970 telde het bisdom 19 religieuzen, in 2006 was dit aantal gestegen tot 141, in 2020 was het weer gedaald tot 97. 
De kathedraal is gewijd aan Onze-Lieve-Vrouw-van-de-Vallei. Naast deze patrones kent het bisdom twee secundantpatronen: Sint-Jozef Arbeider en Sint-Franciscus Solanus.

## Bisschoppen
- 1961-1992: Jorge Gottau, C.SS.R.
- 1992-2002: Antonio Juan Baseotto, C.SS.R.
- 2004-2014: Adolfo Armando Uriona, F.D.P.
- 2015-2019: José Melitón Chávez
- 2019-heden: José Luis Corral Peláez, S.V.D.